# Гуйянский метрополитен
Гуйянский метрополитен (кит. 贵阳轨道交通), также GYURT (Guiyang Urban Rail Transit) — действующая с 2017 года система метро в городе Гуйян (Китай). На всех станциях установлены платформенные раздвижные двери.

## История
Планирование начато в 2008 году.
Строительство начато в апреле 2013 года.
Открытие первого участка линии 1 длиной 12,8 км, с 10 станциями состоялось 28 декабря 2017 года.

## Система
Первоочередные планы включают создание и открытие в 2021 году двух линий общей длиной 75,5 км с 56 станциями. Затем планируется сооружение ещё одной городской линии и двух линий до пригородов. Система из 3 городских линий будет иметь длину 116,2 км и 81 станцию, из 5 городских и пригородных линий — 176,8 км и 109 станций. В дальней перспективе длина всей сети из 4 городских и 5 пригородных линий достигнет 467 км.

### Линии
- Линия 1 Зелёная — 28 декабря 2017 года открыто 12,8 км, 10 станций. В 2018 году открылся южный участок, линия стала иметь 35,1 км, 24 станции. Идёт с северо-запада на юг города.
- Линия 2 Синяя — планироваласть к открытию в 2018 году с 27,6 км, 24 станциями. После планируемого позже открытия 2-го участка будет иметь 40,4 км, 32 станций. Идёт с севера на юго-восток города, в том числе до аэропорта. Открылась 28 апреля 2021 года целиком = 32 станции, 40,6 км.
- Линия 3 — планируется к открытию после 2021 года. Будет иметь 40,7 км, 26 станций. Идёт с север-востока на юг города.
- Линия S1 в пригороды будет иметь 28,5 км, 12 станций. В перспективе будет 51 км, 22 станции.
- Линия S2 в пригороды будет иметь 32,1 км, 16 станций. В перспективе будет 75 км, 33 станции.
- Линия 4 Голубая — перспективная. Будет иметь 51 км, 37 станций. Идёт с севера на юг города.